# خوشاب (میرجاوه)
خوشاب، روستایی در دهستان لادیز بخش لادیز شهرستان میرجاوه در استان سیستان و بلوچستان ایران است.

## جمعیت
بر پایه سرشماری عمومی نفوس و مسکن در سال ۱۳۹۵ جمعیت این روستا برابر با ۳۲۱ نفر (۷۳ خانوار) بوده است.